# Hansted Kirke (Horsens Kommune)
 For alternative betydninger, se Hansted Kirke. (Se også artikler, som begynder med Hansted Kirke)
Hansted Kirke ligger i Hansted Sogn i Horsens Kommune, og er bygget i første halvdel af 1100-tallet. Våbenhuset stammer dog fra 1925 ligesom andre bygningsdele er blevet opført og/eller nedrevet i tidens løb. Kirken er forholdsvis stor – oprindelig bygget med træloft, som senere blev udskiftet med hvælvinger. Kirken og præsteboligen ligger på Stængervej i Hansted by.

## Eksterne kilder og henvisninger
- Kirkens hjemmeside Arkiveret 9. september 2013 hos  Wayback Machine
- Hansted Kirke hos KortTilKirken.dk
- Hansted Kirke hos danmarkskirker.natmus.dk (Danmarks Kirker, Nationalmuseet)

- Wikimedia Commons har flere filer relateret til Hansted Kirke (Horsens Kommune)